# 1992년 런던 영화 비평가 협회상
제13회 런던 영화 비평가 협회상의 시상식에 관한 내용이다.

## 수상 및 후보

### 작품상
- 용서받지 못한 자

### 외국어영화상
- 홍등

### 감독상
- 플레이어 - 로버트 알트만 수상

### 작가상
- 플레이어 - 마이클 돌킨 수상

### 여우주연상
- 네이키드 런치 - 주디 데이비스 수상

### 남우주연상
- 채플린 - 로버트 다우니 주니어 수상

### 영국감독상
- 크라잉 게임 - 닐 조던 수상

### 영국남우주연상
- 라스트 모히칸 - 다니엘 데이 루이스 수상

### 영국작가상
- 크라잉 게임 - 닐 조던 수상

### 영국제작자상
- 크라잉 게임 - 스티븐 울리 수상

### 영국기술공헌상
- 바톤 핑크 - 로저 디킨스 수상

### 영국신인상
- 내 노래를 들어라 - 피터 첼섬 수상

### 신인상
- 댄싱 히어로 - 바즈 루어만 수상

### 특별상
- 프레디 프란시스 수상

### 애튼보로우 상
- 하워즈 엔드

### 딜리스 파웰상
- FREDERICK YOUNG 수상